# Галаба
Гала́ба (тадж. Ғалаба) — село у складі Хатлонської області Таджикистану. Входить до складу джамоату 20-річчя Незалежності Таджикистану Фархорського району.
Назва означає перемога.
Населення — 1483 особи (2010; 1850 в 2009, 920 в 1981).
Національний склад станом на 1981 рік — таджики.
Через село проходить автошлях А-385 Вахдат-Пандж.